# Івановка (Хайбуллінський район)
Іва́новка (рос. Ивановка, башк. Ивановка) — село у складі Хайбуллінського району Башкортостану, Росія. Адміністративний центр Івановської сільської ради.
Населення — 877 осіб (2010; 935 в 2002).
Національний склад:
- башкири — 87%